# Cristóbal de Oñate
Cristóbal de Oñate (1504-1567), qui s'écrit aussi Cristóbal de Ouate, était un conquistador basque-espagnol,, capitaine de l'armée coloniale espagnole en Nouvelle-Espagne, qui fonda la ville de Guadalajara en 1531, puis celle de Zacatecas et d'autres villes de la région.
Né en 1552 à Vitoria-Gasteiz, ville appelée aussi Oñate, au Pays basque espagnol, il était le fils de Juan Pérez de Narriahondo, qui se fit appeler plus tard Juan de Oñate, Oñate signifiant en basque « au pied du passage dans la montagne ».
Il arriva en Nouvelle-Espagne en 1524 pour devenir l'assistant de Rodrigo de Albornoz, que Charles Quint avait nommé au poste de l'un des cinq auditeurs de rang royal pour surveiller la colonie. En 1529, il participe à l'expédition de Nuño Beltrán de Guzmán qui part conquérir les régions à l'ouest de Mexico, pour former la Nouvelle-Galice, dans les états actuels de Nayarit, Jalisco, Colima, Aguascalientes et une partie des états de Sinaloa, Zacatecas et San Luis Potosí
Guadalajara est découverte en 1531 mais les attaques des indiens chichimèques obligent à déplacer sa localisation vers le site de Tonalá puis Tlacotan (au nord-est de la ville moderne de Zapopan). En 1541, il subit une défaite face à une armée de 15 000 chichimèques, qu'il faudra plus de deux ans pour vaincre.
Le 20 janvier 1548, il fonda la ville de Zacatecas, identifiée en 1546, trois ans après la découverte du gisement du Potosi en Bolivie, en compagnie de Juan de Tolosa, Diego de Ibarra et Baltasar Termiño de Bañuelos. La conquête de Zacatecas et ses riches mines d'argent fit de Cristóbal de Oñate et ses associés Diego de Ibarra et Juan de Tolosa les hommes les plus riches de la Nouvelle-Espagne. Oñate s'installa sur le site minier de Pánuco, où naquirent cinq de ses six enfants.
L'un de ses fils, Juan de Oñate, épousa Isabel de Tolosa Cortes-Moctezuma, petite-fille du conquistador Hernan Cortes et arrière-petite-fille de l'empereur aztèque Moctezuma Xocoyotzin, puis mena des explorations jusqu'au Rio Grande. Juan et deux de ses frères servirent comme gouverneurs du Nouveau-Mexique. La dynastie conserva pouvoir et richesse pendant près de 300 ans.